# The Lost City (serial)
 Orașul pierdut (titlu original: The Lost City) este un film SF, independent, serial, american din 1935 regizat de Harry Revier. În rolurile principale joacă actorii William "Stage" Boyd, Kane Richmond, Claudia Dell, Josef Swickard. Este distribuit de Super Serial Productions Inc.

## Distribuție
- William "Stage" Boyd ca Zolok
- Kane Richmond ca Bruce Gordon
- Claudia Dell ca Natcha Manyus
- Josef Swickard ca Doctor Manyus
- George 'Gabby' Hayes ca Butterfield
- Billy Bletcher ca Gorzo
- Eddie Fetherston ca Jerry Delaney
- Margot D'Use ca Queen Rama

## Capitole
1. Living Dead-Men (27min 51s)
2. The Tunnel of Flame (20min 42s)
3. Dagger Rock (19min 52s)
4. Doomed (18min 30s)
5. Tiger Prey (19min 31s)
6. Human Beasts (18min 25s)
7. Spider Men (17min 04s)
8. Human Targets (17min 36s)
9. Jungle Vengeance (23min 04s)
10. The Lion Pit (18min 21s)
11. Death Ray (20min 31s)
12. The Mad Scientist (18min 23s)

Sursa:

### Download or view online
- Complete public domain serial at The Internet Archive

| - Chapter 1 at The Internet Archive - Chapter 2 at The Internet Archive - Chapter 3 at The Internet Archive - Chapter 4 at The Internet Archive | - Chapter 5 at The Internet Archive - Chapter 6 at The Internet Archive - Chapter 7 at The Internet Archive - Chapter 8 at The Internet Archive | - Chapter 9 at The Internet Archive - Chapter 10 at The Internet Archive - Chapter 11 at The Internet Archive - Chapter 12 at The Internet Archive |

- The Lost City (serial) la CineMagia